# Trachelas barroanus
Espèce
Synonymes
- Trachelas barroana Chamberlin, 1925

Trachelas barroanus est une espèce d'araignées aranéomorphes de la famille des Trachelidae.

## Distribution
Cette espèce est endémique du Panama.

## Description
Les mâles mesurent de 4,68 à 5,83 mm et les femelles 5,53 mm en moyenne.

## Étymologie
Son nom d'espèce lui a été donné en référence au lieu de sa découverte, l'île Barro Colorado.

## Publication originale
- Chamberlin, 1925 : Diagnoses of new American Arachnida. Bulletin of the Museum of Comparative Zoology, vol. 67, p. 211-248 (texte intégral).